# Jimmy Campbell
Jimmy Campbell, właśc. James Campbell (ur. 26 marca 1886 w Edynburgu, zm. 19 maja 1925) – szkocki piłkarz występujący na pozycji obrońcy.

## Kariera
Swoją karierę rozpoczął w 1908 w zespole Leith Athletic, rywalizującym w rozgrywkach Scottish Second Division. W 1911 przeszedł do angielskiego klubu The Wednesday. W Division One zadebiutował 18 lutego 1911 w wygranym 1:0 meczu z Bury, a 15 kwietnia 1911 w wygranym 4:1 pojedynku z Manchesterem City strzelił swojego pierwszego gola w tych rozgrywkach. W sezonie 1912/1913 zajął z The Wednesday 3. miejsce w lidze.
W 1920 odszedł do ligowego rywala – Huddersfield Town i spędził tam sezon 1920/1921. Następnie wrócił do Szkocji, gdzie do końca kariery w 1925 reprezentował barwy zespołu St Bernard’s (Second Division).
W reprezentacji Szkocji wystąpił jeden raz, 3 marca 1913 w zremisowanym 0:0 meczu British Home Championship z Walią.

## Statystyki ligowe
| Rozgrywki       | Poziom | Kraj    | Kluby                            | Mecze | Gole |
| --------------- | ------ | ------- | -------------------------------- | ----- | ---- |
| Division One    | I      | Anglia  | The Wednesday, Huddersfield Town | 145   | 3    |
| Second Division | II     | Szkocja | Leith Athletic, St Bernard’s     | 147   | 1    |